# Atalantia fongkaica
Atalantia fongkaica är en vinruteväxtart som beskrevs av Cheng Chiu Huang. Atalantia fongkaica ingår i släktet Atalantia och familjen vinruteväxter. Inga underarter finns listade i Catalogue of Life.